# 2023 ワールド・ベースボール・クラシック B組
2023 ワールド・ベースボール・クラシック B組（東京ラウンド）（英: 2023 World Baseball Classic Pool B Tokyo）は、第5回ワールド・ベースボール・クラシックにおいて、2023年3月に東京で開催された第1ラウンドである。

## 経緯
2022年
- 7月8日 - 大会概要・組み合わせが発表され、第1ラウンドB組が東京で行われることになった[1]。
- 7月28日 - 東京ラウンド（B組・準々決勝）の開催概要が発表された[2]。
- 9月22日 - 2023年3月6日・7日に、公式強化試合が開催されることが発表された[3]。

## 大会概要
- 大会名：カーネクスト 2023 WORLD BASEBALL CLASSIC 1次ラウンド 東京プール
- 主催：WORLD BASEBALL CLASSIC INC.（WBCI）、読売新聞社
- 特別協賛：NIPPON EXPRESSホールディングス、カーネクスト
- 協賛：檸檬堂（日本コカ・コーラ）、コナミデジタルエンタテインメント、三菱UFJ銀行、セールスフォース・ジャパン
- 公式プレイガイド：ローソンエンタテインメント
- 協力：JTB、ミズノ

日本、韓国、オーストラリア、中国、チェコの5チームが出場。各1回の総当たり戦を行い、上位2チームが同じく東京で行われる準々決勝に進出する。

## 試合結果

### GAME1
| オーストラリア | 8 - 7 | 韓国 |

|                | 1 | 2 | 3 | 4 | 5 | 6 | 7 | 8 | 9 | R | H  | E |
| -------------- | - | - | - | - | - | - | - | - | - | - | -- | - |
| オーストラリア | 0 | 0 | 0 | 1 | 1 | 0 | 3 | 3 | 0 | 8 | 10 | 0 |
| 韓国           | 0 | 0 | 0 | 0 | 3 | 1 | 0 | 3 | 0 | 7 | 7  | 0 |

1. 豪：オラフリン、ニューンボーン、マグラス、ケネディ、ソーポルト、ケント、シェリフ、ホランド、ガイヤー - パーキンス
2. 韓：高永表、元兌仁、鄭哲元、蘇珩準、金元中、梁玹種、李庸燦 - 梁義智、李知栄
3. 勝利：ケネディ（1勝）
4. セーブ：ガイヤー（1S）
5. 敗戦：金元中（1敗）
6. 本塁打
豪：ケネリー1号（5回ソロ・高永表）、グレンディニング1号（7回3ラン・金元中）、パーキンス1号（8回3ラン・梁玹種）
韓：梁義智1号（5回3ラン・マグラス）
7. 審判
［球審］デゼズス（英語版）
［塁審］ファブリーツィ（1B）、ハマリ（英語版）（2B）、張展榮（3B）
8. 開始：12時10分 試合時間：3時間46分

### GAME2
| 中国 | 1 - 8 | 日本 |

|      | 1 | 2 | 3 | 4 | 5 | 6 | 7 | 8 | 9 | R | H | E |
| ---- | - | - | - | - | - | - | - | - | - | - | - | - |
| 中国 | 0 | 0 | 0 | 0 | 0 | 1 | 0 | 0 | 0 | 1 | 3 | 2 |
| 日本 | 1 | 0 | 0 | 2 | 0 | 0 | 1 | 4 | x | 8 | 9 | 0 |

1. 中：王翔、王唯一、孫海竜、蘇長竜、伊健、王宇宸 - 李寧
2. 日：大谷、戸郷、湯浅、伊藤 - 甲斐
3. 勝利：大谷（1勝）
4. 敗戦：王翔（1敗）
5. 本塁打
中：梁培1号（6回ソロ・戸郷）
日：牧1号（7回ソロ・蘇長竜）
6. 審判
［球審］スクルウォーター（英語版）
［塁審］スアレス（1B）、メイ（英語版）（2B）、コロン（英語版）（3B）
7. 開始：19時08分 試合時間：3時間41分

日本は一回裏安打と三つの四球で押し出しで先制、四回には連打で一・二塁のチャンスに大谷の適時二塁打で加点した。中国は六回表、梁培の本塁打で一矢報いるものの、日本は七回裏に牧の本塁打で追加点を奪い、八回裏に打者一巡の猛攻でダメを押した。一方で17四死球を選びながら残塁も多い初戦となった。
- 日本はWBC史上最多となる17奪三振、中国はWBC史上最多となる16与四球を記録[4]。

### GAME3
| チェコ | 8 - 5 | 中国 |

|        | 1 | 2 | 3 | 4 | 5 | 6 | 7 | 8 | 9 | R | H  | E |
| ------ | - | - | - | - | - | - | - | - | - | - | -- | - |
| チェコ | 2 | 0 | 1 | 0 | 0 | 1 | 0 | 0 | 4 | 8 | 10 | 1 |
| 中国   | 0 | 0 | 0 | 0 | 1 | 0 | 4 | 0 | 0 | 5 | 6  | 1 |

1. チ：パディサク、シュナイデル、コヴァラ、ミナリク - チェルベンカ
2. 中：趙富陽、鄭超群、カーター、林強、宮海成、朱権 - 欒臣臣、李寧
3. 勝利：ミナリク（1勝）
4. 敗戦：宮海成（1敗）
5. 本塁打
チ：M.メンシク1号（3回ソロ・鄭超群）、ムジーク1号（9回3ラン・朱権）
6. 審判
［球審］張展榮
［塁審］ホバーグ（英語版）（1B）、メイ（2B）、ファブリーツィ（3B）
7. 開始：12時08分 試合時間：3時間54分

### GAME4
| 韓国 | 4 - 13 | 日本 |

|      | 1 | 2 | 3 | 4 | 5 | 6 | 7 | 8 | 9 | R  | H  | E |
| ---- | - | - | - | - | - | - | - | - | - | -- | -- | - |
| 韓国 | 0 | 0 | 3 | 0 | 0 | 1 | 0 | 0 | 0 | 4  | 6  | 1 |
| 日本 | 0 | 0 | 4 | 0 | 2 | 5 | 2 | 0 | x | 13 | 13 | 1 |

1. 韓：金廣鉉、元兌仁、郭彬、鄭哲元、金允植、金元中、鄭又栄、具昌模、李義理、朴世雄 - 梁義智
2. 日：ダルビッシュ、今永、宇田川、松井、髙橋宏 - 中村、大城
3. 勝利：ダルビッシュ（1勝）
4. 敗戦：金広鉉（1敗）
5. 本塁打
韓：梁義智2号（3回2ラン・ダルビッシュ）、朴健祐1号（6回ソロ・今永）
日：近藤1号（5回ソロ・元兌仁）
6. 審判
［球審］ディアス（英語版）
［塁審］スクルウォーター（1B）、コロン（2B）、スアレス（3B）
7. 開始：19時08分 試合時間：4時間04分

14年振りに日本のマウンドに上がった先発のダルビッシュは二回を完全に抑えるも、三回表に韓国が二塁打と梁義智の本塁打、さらに村上の悪送球などで3点を先制される。日本はその裏、二つの四球からヌートバーと近藤の適時打、大谷の敬遠四球から吉田正尚の適時打で一挙4点を奪い逆転する。五回裏には近藤の本塁打と吉田の犠飛で加点。韓国は六回表に朴健祐の本塁打で反撃するも、日本は六回裏には押し出し四球に始まり、適時打と犠飛で5者連続で打点を挙げ打者一巡の猛攻で5点を挙げ完全に主導権を握り、七回裏には満塁からの暴投と押し出しで2点を挙げダメを押した。日本は韓国の先発・金広鉉の老獪な投球に1巡目は打ちあぐねたが、2巡目以降は着実に点数を重ねた。韓国は先発予定の投手まで注ぎ込み10人の投手で日韓戦必勝を狙ったが、火の点いた日本の打線を食い止める事ができなかった。なお、この試合で日本の源田が三回裏に二塁走者で帰塁の際に右手小指を負傷し、交代した。源田は試合後の検査の結果、骨折している事が判明した。

### GAME5

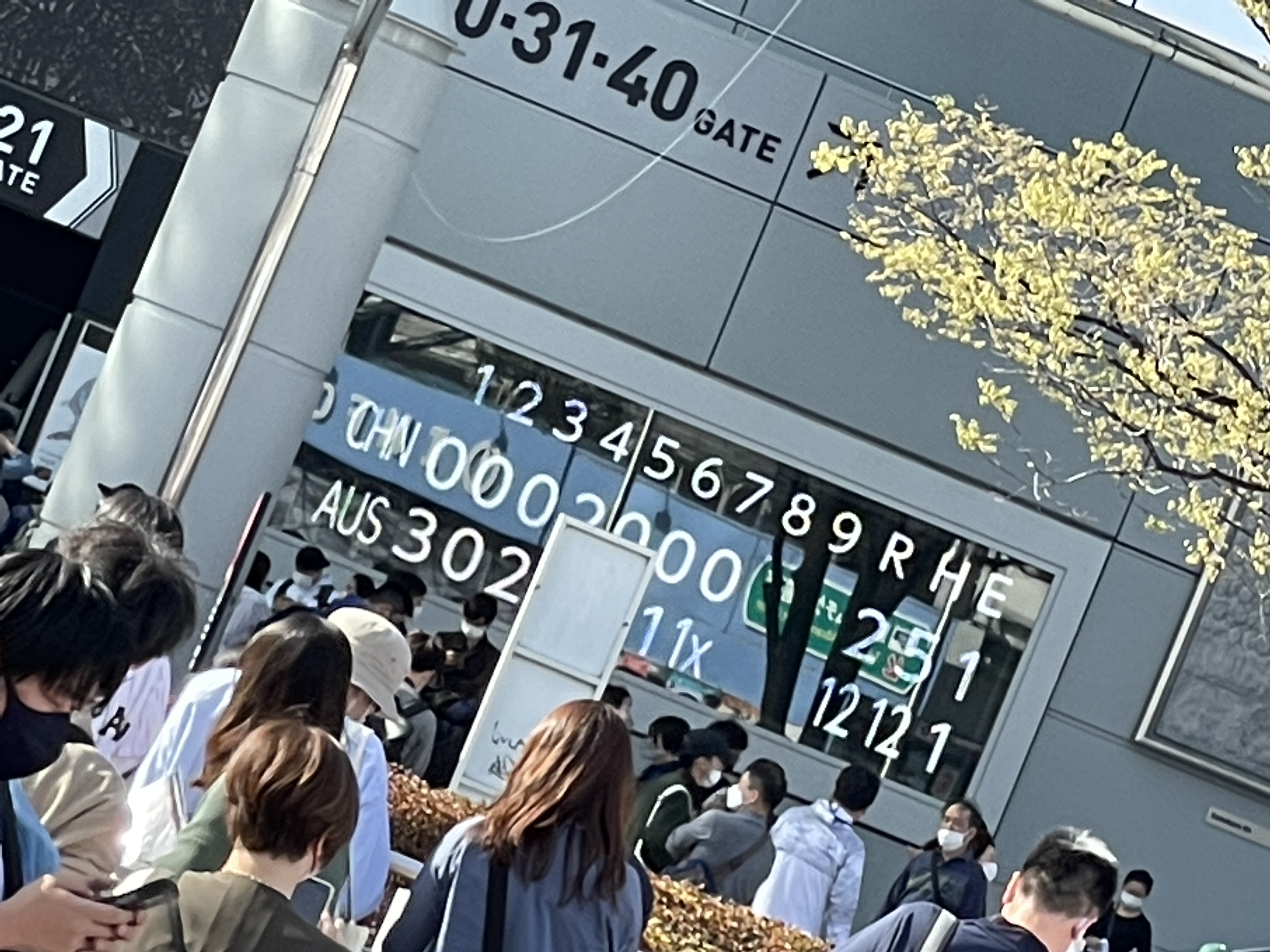
オーストラリア代表が中国代表にコールド勝ち

| 中国 | 2 - 12 | オーストラリア |

|                | 1 | 2 | 3 | 4 | 5 | 6 | 7  | R  | H  | E |
| -------------- | - | - | - | - | - | - | -- | -- | -- | - |
| 中国           | 0 | 0 | 0 | 2 | 0 | 0 | 0  | 2  | 5  | 1 |
| オーストラリア | 3 | 0 | 2 | 5 | 0 | 1 | 1x | 12 | 12 | 1 |

1. （点差によるコールド）
2. 中：斉鑫、蘇長竜、王唯一、王宇宸、張昊、伊健 - 李寧、李一凡
3. 豪：グロゴスキ、ウィルキンス、ウィン、バンスティーンゼル - パーキンス
4. 勝利：グロゴスキ（1勝）
5. 敗戦：斉鑫（1敗）
6. 本塁打
豪：グレンディニング2号（4回2ラン・王唯一）
7. 審判
［球審］ハマリ
［塁審］張展榮（1B）、ホバーグ（2B）、コロン（3B）
8. 開始：12時08分 試合時間：2時間58分

### GAME6

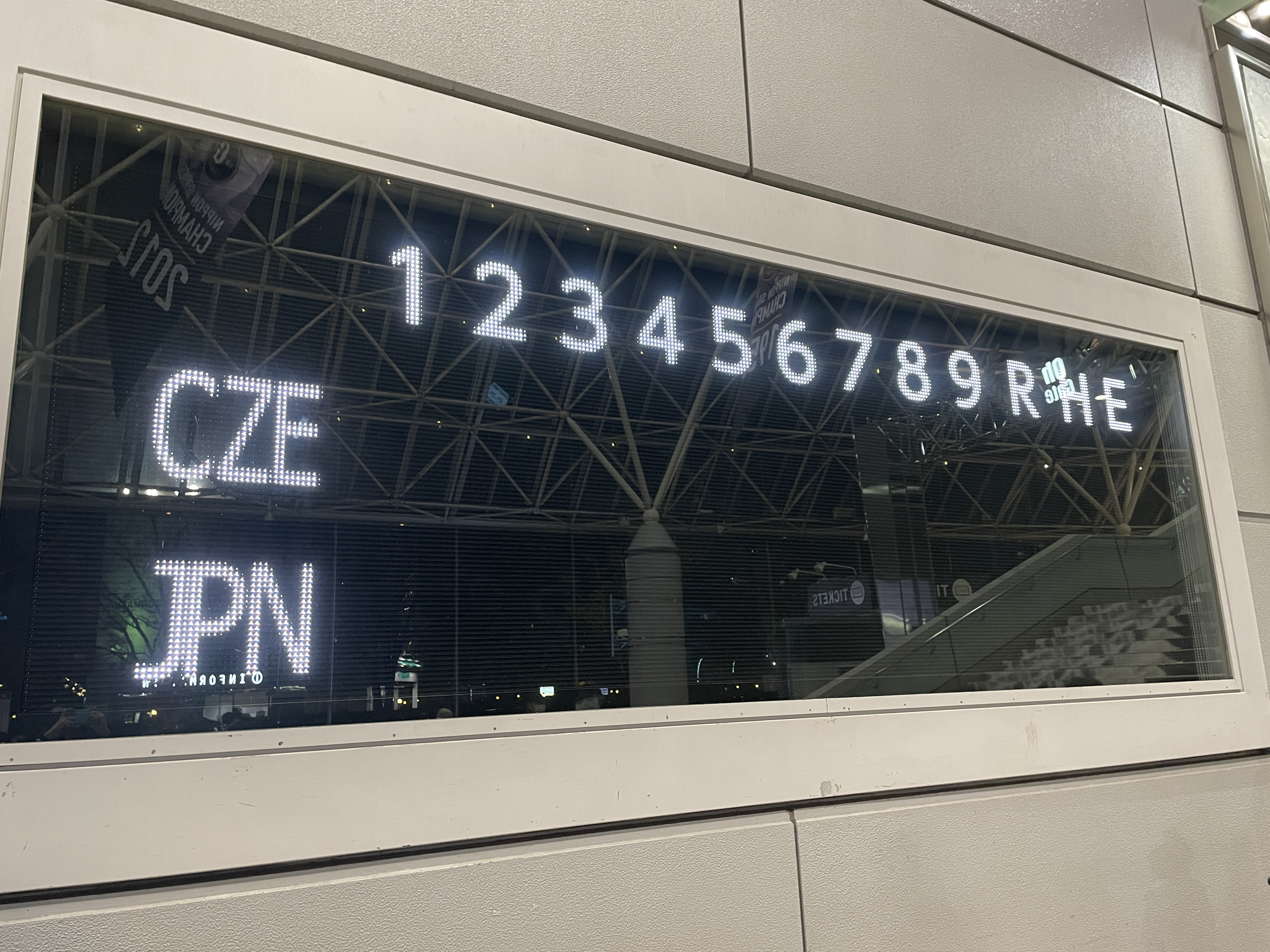
チェコ代表 対 日本代表の試合前スコアボード

| チェコ | 2 - 10 | 日本 |

|        | 1 | 2 | 3 | 4 | 5 | 6 | 7 | 8 | 9 | R  | H  | E |
| ------ | - | - | - | - | - | - | - | - | - | -- | -- | - |
| チェコ | 1 | 0 | 0 | 0 | 1 | 0 | 0 | 0 | 0 | 2  | 4  | 1 |
| 日本   | 0 | 0 | 3 | 4 | 1 | 0 | 0 | 2 | x | 10 | 11 | 1 |

1. チ：サトリア、フロウフ、トメク、ドゥフェク、チャプカ、ラビノビッツ - チェルベンカ、バブルシャ
2. 日：佐々木、宇田川、宮城 - 甲斐
3. 勝利：佐々木（1勝）
4. セーブ：宮城（1S）
5. 敗戦：サトリア（1敗）
6. 本塁打
日：牧2号（8回ソロ・チャプカ）
7. 審判
［球審］メイ
［塁審］デゼズス（1B）、スアレス（2B）、ファブリーツィ（3B）
8. 開始：19時08分 試合時間：3時間26分

チェコは一回表、二塁打と前試合で負傷した源田に代わってこの試合遊撃で先発した中野の悪送球で1点を先制した。日本はチェコの軟投派の先発・サトリアを打ちあぐねたが、三回裏近藤の二塁打と村上の四球から吉田、山田の連続適時打で逆転に成功する。四回裏にはヌートバー、近藤、大谷の3者連続の適時打と吉田の犠飛で加点、五回裏には負傷の鈴木誠也に代わって日本代表に召集された牧原が適時打を放ち完全に主導権を握り、八回裏には牧の本塁打と山川の犠飛でダメ押した。投げては先発の佐々木が4回1/3を8奪三振1失点、宇田川が繋ぎ、五回からは宮城がマウンドに上がり直後に連打で1点を失うも、その後は安定した投球を披露し試合終了までロングリリーフで締めくくった。

### GAME7

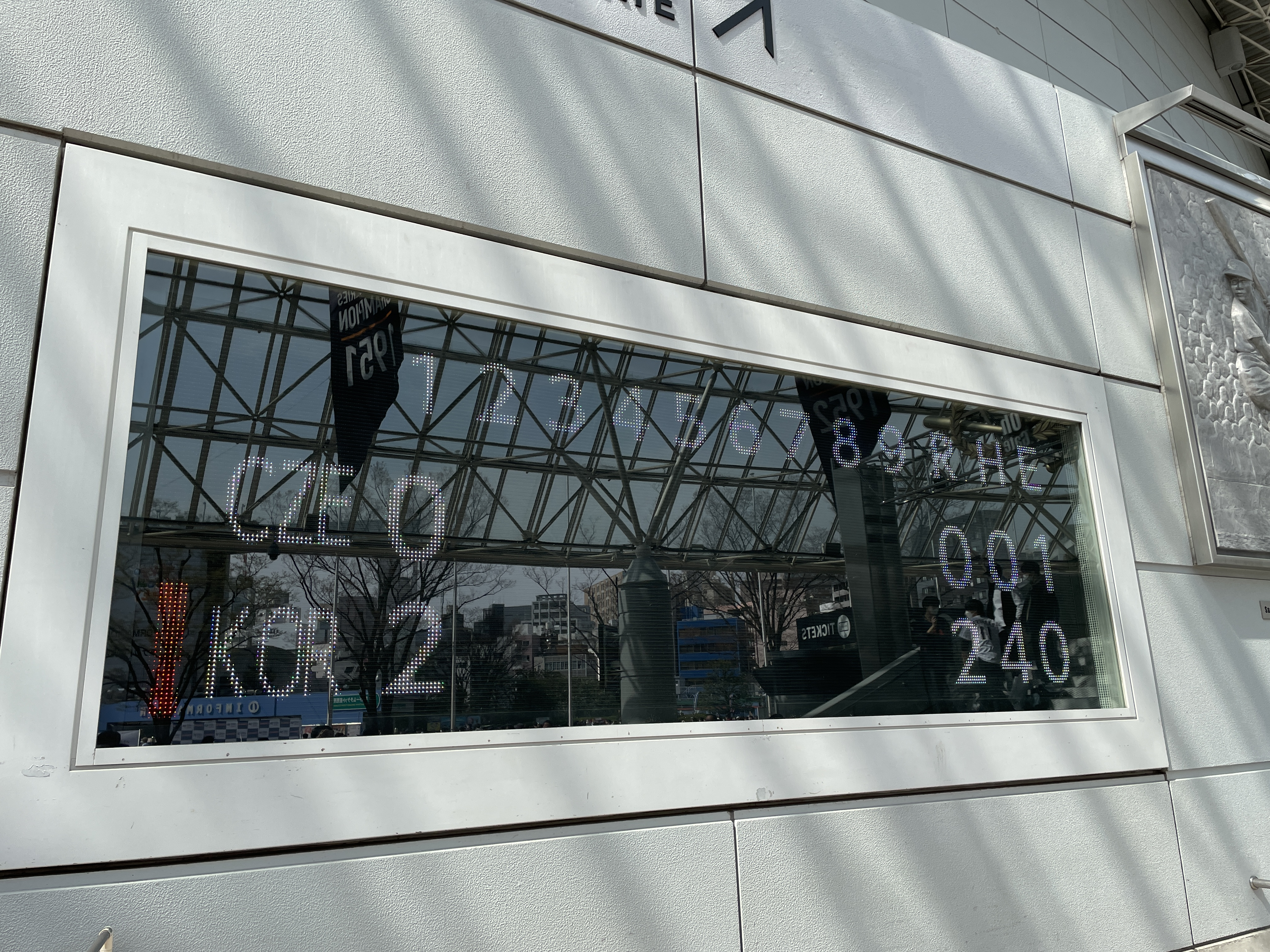
韓国対チェコのスコアボード

| チェコ | 3 - 7 | 韓国 |

|        | 1 | 2 | 3 | 4 | 5 | 6 | 7 | 8 | 9 | R | H  | E |
| ------ | - | - | - | - | - | - | - | - | - | - | -- | - |
| チェコ | 0 | 0 | 0 | 0 | 0 | 0 | 2 | 1 | 0 | 3 | 6  | 1 |
| 韓国   | 5 | 1 | 0 | 0 | 0 | 0 | 1 | 0 | x | 7 | 11 | 0 |

1. チ：エルツォリ、バート、ノバク - チェルベンカ
2. 韓：朴世雄、郭彬、鄭哲元、高永表、金元中、李庸燦 - 梁義智、李知栄
3. 勝利：朴世雄（1勝）
4. セーブ：李庸燦（1S）
5. 敗戦：エルツォリ（1敗）
6. 本塁打
韓：金河成1号（2回ソロ・エルツォリ）、金河成2号（7回ソロ・バート）
7. 審判
［球審］コロン
［塁審］ディアス（1B）、ファブリージィ（2B）、メイ（3B）
8. 開始：12時08分 試合時間：2時間55分

### GAME8
| 日本 | 7 - 1 | オーストラリア |

|                | 1 | 2 | 3 | 4 | 5 | 6 | 7 | 8 | 9 | R | H  | E |
| -------------- | - | - | - | - | - | - | - | - | - | - | -- | - |
| 日本           | 3 | 2 | 0 | 1 | 1 | 0 | 0 | 0 | 0 | 7 | 10 | 0 |
| オーストラリア | 0 | 0 | 0 | 0 | 0 | 0 | 0 | 0 | 1 | 1 | 5  | 0 |

1. 日：山本、高橋奎、大勢、湯浅、髙橋宏 - 中村、大城
2. 豪：シェリフ、ウィルキンス、タウンゼント、ドーラン、バンスティーンゼル、ガイヤー、ホランド - パーキンス、バタグリア
3. 勝利：山本（1勝）
4. 敗戦：シェリフ（1敗）
5. 本塁打
日：大谷1号（1回3ラン・シェリフ）
豪：ホール1号（9回ソロ・髙橋宏）
6. 審判
［球審］ホバーグ
［塁審］スアレス（1B）、ハマリ（2B）、張展榮（3B）
7. 開始：19時08分 試合時間：3時間18分

先に行われた韓国ーチェコ戦で韓国が勝利し、日本は既に準々決勝進出が決定した後での試合となった。日本は初回、ヌートバーの四球と近藤の安打で無死一・二塁のチャンスに大谷が観客の度肝を抜く自身の宣伝看板に当てる特大の大会1号となる本塁打で3点を先制、二回にもヌートバーと近藤の適時打で2点を追加する。四回は大谷の押し出し四球と五回には中村の適時二塁打と着実に加点した。投げては先発の山本が4回を1安打8奪三振無失点の完璧な投球を見せ、後を受けたリリーフ陣もオーストラリア打線に付け入る隙を見せなかった。なお、試合終了後にA組のイタリアーオランダ戦も終了、イタリアの2位通過が決まり日本の準々決勝の相手がイタリアに決定した。

### GAME9
| オーストラリア | 8 - 3 | チェコ |

|                | 1 | 2 | 3 | 4 | 5 | 6 | 7 | 8 | 9 | R | H | E |
| -------------- | - | - | - | - | - | - | - | - | - | - | - | - |
| オーストラリア | 1 | 0 | 0 | 0 | 0 | 0 | 2 | 3 | 2 | 8 | 8 | 0 |
| チェコ         | 0 | 0 | 1 | 0 | 0 | 0 | 0 | 2 | 0 | 3 | 8 | 0 |

1. 豪：オラフリン、ニューンボーン、マグラス、ホランド、ケネディ - パーキンス
2. チ：シュナイデル、ミナリク、パディサク、コバラ、トメク - チェルベンカ
3. 勝利：マグラス（1勝）
4. 敗戦：ミナリク（1勝1敗）
5. 本塁打
豪：ホール2号（1回ソロ・シュナイデル）
6. 審判
［球審］デゼズス
［塁審］コロン（1B）、ディアス（2B）、ファブリージィ（3B）
7. 開始：12時08分 試合時間：3時間04分

### GAME10
| 韓国 | 22 - 2 | 中国 |

|      | 1 | 2 | 3 | 4 | 5 | R  | H  | E |
| ---- | - | - | - | - | - | -- | -- | - |
| 韓国 | 2 | 2 | 8 | 6 | 4 | 22 | 20 | 0 |
| 中国 | 2 | 0 | 0 | 0 | 0 | 2  | 4  | 0 |

1. （規定により5回コールドゲーム）
2. 韓：元兌仁、蘇珩準、具昌模 - 李知栄
3. 中：カーター、鄭超群、王翔、孫海竜、張昊、蘇長竜 - 欒臣臣、李一凡
4. 勝利：蘇珩準（1勝）
5. 敗戦：カーター（1敗）
6. 本塁打
韓：朴健祐2号（4回満塁・孫海竜）、金河成3号（5回満塁・蘇長竜）
7. 審判
［球審］スクルウォーター
［塁審］ハマリ（1B）、張展榮（2B）、スアレス（3B）
8. 開始：19時08分 試合時間：2時間37分

- 韓国の22得点は、1試合での得点としてはWBC史上最多[5][6]、20点差は史上最大点差となった[7]。

## 最終順位
| 順位 | 国・地域       | 勝 | 負 | 得点 | 失点 | 差  | 出場権                         |
| ---- | -------------- | -- | -- | ---- | ---- | --- | ------------------------------ |
| 1    | 日本           | 4  | 0  | 38   | 8    | -   | 準々決勝進出 2026WBC参加権獲得 |
| 2    | オーストラリア | 3  | 1  | 29   | 19   | 1.0 | 準々決勝進出 2026WBC参加権獲得 |
| 3    | 韓国           | 2  | 2  | 40   | 26   | 2.0 | 2026WBC参加権獲得              |
| 4    | チェコ         | 1  | 3  | 16   | 30   | 3.0 | 2026WBC参加権獲得              |
| 5    | 中国           | 0  | 4  | 10   | 50   | 4.0 |                                |

- 日本は5大会連続[8]、オーストラリアは初の一次ラウンド突破を果たし[9]、それぞれ準々決勝でA組2位のイタリア、同1位のキューバと対戦する。上記2チームに加え、韓国と初出場のチェコが次回大会の参加権を手にし、中国は次回大会は予選からの参加となった[10]。

## 表彰選手
MVP
大谷翔平（日本）
投手としては、中国戦で4回を投げ被安打1、奪三振5、無失点で1勝を挙げた。野手としてはオーストラリア戦で看板直撃の先制3点本塁打を打つなど4試合連続打点を記録し、打率.500（12打数6安打、1位タイ）、1本塁打、8打点（1位タイ）、7四球（1位）、出塁率.684（1位）を記録した。